# Rodman Naval Station
Koordinaten: 9° 4′ 48″ N, 79° 40′ 48″ W
Rodman Naval Station war ein wichtiger Stützpunkt der United States Navy am Panamakanal.

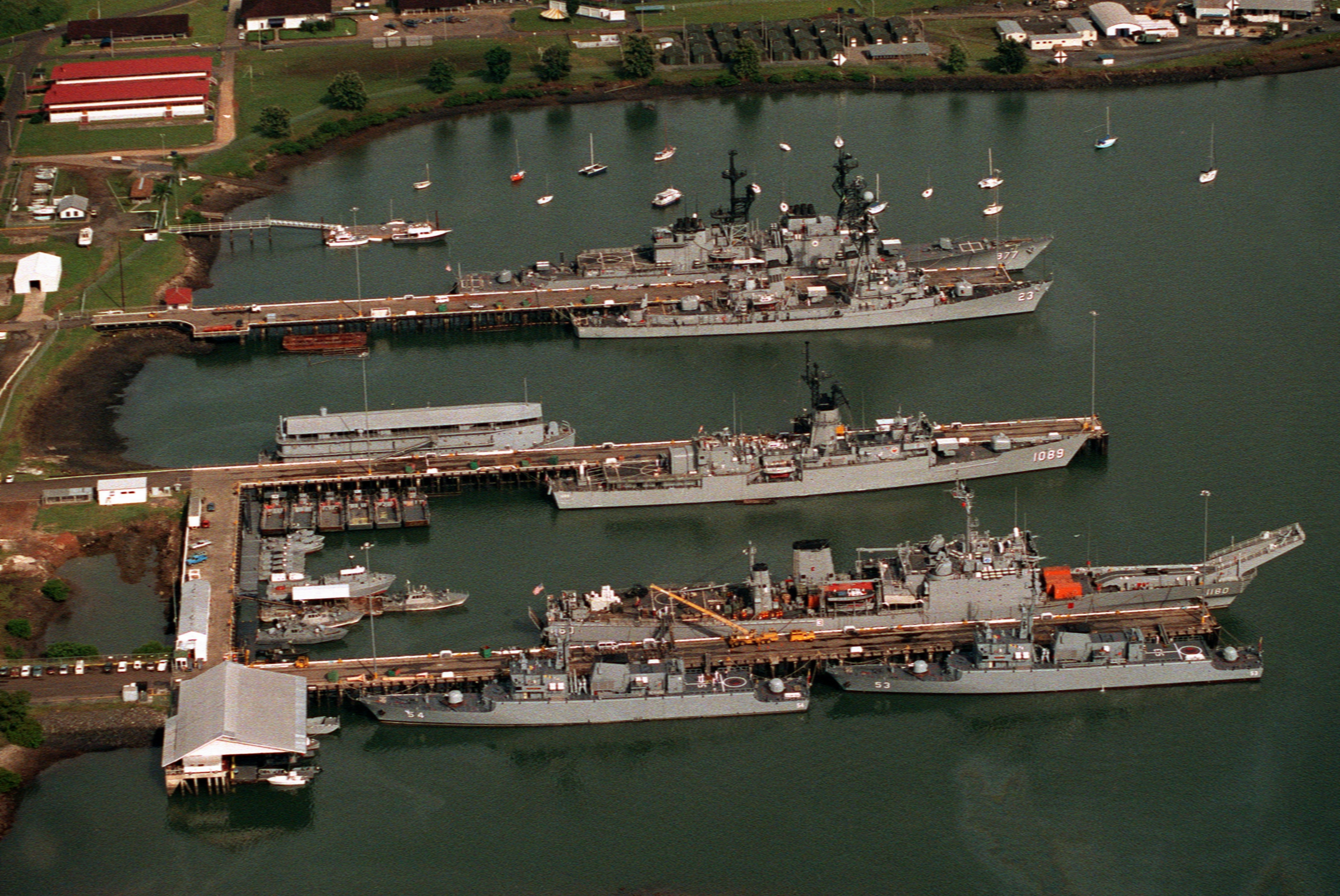
Rodman Naval Station 1989

## Geschichte
Der Bau des Marinestützpunkts begann im Jahr 1932 und wurde 1937 abgeschlossen.
Der Stützpunkt wurde nach Admiral Hugh Rodman benannt, der von 1919 bis 1921 Oberbefehlshaber der US-amerikanischen Pazifikflotte und 1914 verantwortlicher Leiter des Transportwesens in der Panamakanalzone gewesen war.
Die Naval Station Rodman spielte während des Zweiten Weltkriegs und im Kalten Krieg eine wichtige Rolle. Ab 1943 war sie Tanklager und Bunkerstation sowie Versorgungslager für Marineeinheiten, die den Panamakanal passierten.
Bevor sie am 11. März 1999 an Panama übergeben wurde, waren hier mehr als 200 Angehörige der Streitkräfte und zivile Mitarbeiter stationiert. Der Stützpunkt verfügte über Hafenanlagen, 3 Trockendocks, 87 Wohngebäude, Lagerhäuser, Werkstätten und ein Bürogebäude.
Im Marinestützpunkt Rodman hatte der Oberbefehlshaber (Commander-in-Chief) United States Atlantikflotte, südliche Abteilung (CINCLANTFLT Detachment South) seinen Sitz, zeitweise auch der Marineanteil der United States Southern Command (SOUTHCOM). CINCLANTFLT übernahm den Befehl bei Marineübungen wie UNITAS.
Mit der Schließung der Rodman Naval Station im Jahr 1999 ging die Koordinierung von Aktivitäten der Marine auf das Hauptquartier der US-amerikanischen 4. Flotte (United States Fourth Fleet) im Marinestützpunkt Mayport in Florida über.
Grund für die Schließung des Stützpunkts war die Übergabe der Panamakanalzone an Panama. Er heißt seitdem Balboa Naval Base.
Das ehemalige Schulschiff der Bundesmarine, Deutschland, besuchte Rodman Naval Station in den Jahren 1965, 1967, 1973, 1974 und 1982 (29., 34., 42., 44., 55. Auslandsausbildungsreisen).